# Cao Khai Đạo
Cao Khai Đạo (giản thể: 高开道; phồn thể: 高開道; bính âm: Gāo Kāidào, ? - 624), là một thủ lĩnh nổi dậy chống lại sự cai trị của triều Tùy vào cuối thời gian trị vì của Tùy Dạng Đế. Cao Khai Đạo chiếm giữ khu vực tập trung tại Hoài Nhung (懷戎, nay thuộc Trương Gia Khẩu, Hà Bắc) và xưng là Yên Vương, liên minh với Đông Đột Quyết. Năm 620, ông đã quy phục Đường Cao Tổ trong một thời gian ngắn và được ban cho họ Lý của hoàng tộc Đường. Tuy nhiên, năm 621, ông đã nổi dậy chống lại triều Đường và tái xác nhận vị thế độc lập. Năm 624, bộ tướng Trương Kim Thụ (張金樹) đã tiến hành chính biến, Cao Khai Đạo tự sát.

## Nổi dậy ban đầu
Cao Khai Đạo xuất thân từ Thương châu (滄州, nay gần tương ứng với Thương Châu, Hà Bắc). Khi còn niên thiếu, ông nuôi sống bản thân bằng việc đun nước biển lấy muối để bán. Ông được mô tả là dũng mãnh và nhanh nhẹn trên lưng ngựa.
Vào năm 616 hay trước đó, Cao Khai Đạo gia nhập vào đội quân nổi dậy của thủ lĩnh Cách Khiêm (格謙). Cách Khiêm sau đó bị tướng Tùy là Dương Nghĩa Thần giết chết vào năm 616, Cao Khai Đạo thu thập tàn quân của Cách Khiêm. Cao Khai Đạo dẫn quân đi cướp bóc khu vực nay là bắc bộ Hà Bắc.
Năm 617, Cao Khai Đạo cho quân bao vây thành Bắc Bình (北平, nay thuộc Tần Hoàng Đảo, Hà Bắc), cuộc bao vây này kéo dài trong hơn một năm. Khoảng tết năm 619, tướng Tùy trấn thủ thành Bắc Bình là Lý Cảnh (李景) thấy không thể giữ thành lâu thêm nữa, vì thế đã bỏ thành khi một tướng Tùy khác là Đặng Cảo (鄧暠) đem quân đến cứu viện. Cao Khai Đạo đã chiếm được Bắc Bình, sau đó tiếp tục chiếm Ngư Dương (漁陽, nay thuộc Kế, Thiên Tân). Cao Khai Đạo xưng là Yên Vương và cải nguyên niên hiệu là Thủy Hưng, định đô tại Ngư Dương.
Trong khi đó, một thủ lĩnh nổi dậy khác ở gần đó là tăng nhân Cao Đàm Thịnh (高曇晟) đã chiếm lấy Hoài Nhung và xưng là Đại Thừa hoàng đế. Cao Đàm Thịnh phái sứ giả đến chiêu hàng Cao Khai Đạo, Cao Khai Đạo chấp thuận. Cao Đàm Thịnh và Cao Khai Đạo kết làm huynh đệ, Cao Đàm Thịnh phong cho Cao Khai Đạo tước "Tề Vương". Tuy nhiên, vài tháng sau đó, Cao Khai Đạo giết chết Cao Đàm Thịnh, đoạt lấy bộ hạ của người này và rời quốc đô đến Hoài Nhung. Cả Cao Khai Đạo và Đậu Kiến Đức (một thủ lĩnh nổi dậy khác) đều cố tiến công U châu (幽州, nay gần tương ứng với Bắc Kinh) do La Nghệ trấn thủ, La Nghệ cự tuyệt quy hàng song thay vào đó lại quy phục triều Đường.

## Quy Đường, sau lại chống Đường
Vào mùa hè năm 620, Đậu Kiến Đức bao vây La Nghệ (nay được triều Đường ban cho họ Lý của hoàng tộc) ở U châu. Lý Nghệ cầu viện Cao Khai Đạo, Cao đích thân dẫn 2.000 kị binh đến cứu viện Lý Nghệ, buộc Đậu Kiến Đức phải triệt thoái. Sau đó, Cao Khai Đạo quyết định thông qua Lý Nghệ hàng Đường. Vào mùa đông năm 620, Đường Cao Tổ ban họ Lý cho Cao Khai Đạo, phong tước Bắc Bình quận vương, phong chức tổng quản của Uý châu (蔚州, nay gần tương ứng với Trương Gia Khẩu).
Trong khoảng thời gian này, tính kiên nhẫn cương nghị và tàn ác của Cao Khai Đạo đã bộc lộ, đó là khi một mũi tên chọc vào mặt ông. Khi ông yêu cầu y sư phẫu thuật để lấy nó ra, y sư nói rằng mũi tên đâm quá sâu nên không thể lấy ra được, Cao Khai Đạo do tức giận nên đã xử tử y sư. Sau đó, ông hỏi một y sư khác, người này nói rằng có thể lấy nó ra song sẽ rất đau đớn, Cao Khai Đạo tiếp tục xử tử người này. Đến khi Cao Khai Đảo hỏi một vị y sư thứ ba, người này trả lời rằng "không có vấn đề gì". Y sư sau đó bắt đầu dùng thủ thuật trên khuôn mặt Cao Khai Đạo, khoét vào xương và tách nó ra để lấy đầu mũi tên. Người ta nói rằng trong quá trình phẫu thuật, Cao Khai Đạo vẫn tiếp tục yến tiệc, thưởng ca vũ và tỏ ra vui sướng.
Vào mùa đông năm 621, U châu của Lý Nghệ rơi vào nạn đói, Cao Khai Đạo đồng ý cung cấp lương thực cho U châu. Khi Lý Nghệ phái những người già yếu đến Úy châu để tránh nạn đói, Cao Khai Đạo đã đối đãi tốt với họ. Lý Nghệ hài lòng, và đã phái 300 lính với hàng trăm cỗ xe và trên 1.000 ngựa và lừa đến Uý châu vận chuyển lương thực. Tuy nhiên, Cao Khai Đạo đã quay sang chống Lý Nghệ và đã giữ tất cả lại, từ bỏ quan hệ với Lý Nghệ và triều Đường.
Cao Khai Đạo liên kết với Đông Đột Quyết  ở phía bắc và Lưu Hắc Thát ở phía nam. Ông tiến công Dịch châu (易州, một phần của Bảo Định, Hà Bắc hiện nay), song không thể chiếm được. Tuy nhiên, ông tiến hành cướp phá các châu nằm dưới quyền kiểm soát của Lý Nghệ và các tướng Đường khác. Vào mùa xuân năm 623, ông hợp quân với Hiệt Lợi khả hãn của Đông Đột Quyết và bộ tướng Uyển Quân Chương (苑君璋) của Định Dương khả hãn Lưu Vũ Chu, tiến công Nhạn Môn quan (雁門, nay thuộc Hãn Châu, Sơn Tây) của triều Đường song không thể chiếm được. Ông tiếp tục tấn công các châu của Đường trong nhiều năm, thường liên kết với Đột Quyết và Khố Mặc Hề. Năm 623, ông đã bang trợ Hiệt Lợi khả hãn đoạt lấy quận Mã Ấp (馬邑, nay thuộc Sóc Châu, Sơn Tây), song ngay sau đó Hiệt Lợi khả hãn đã trả Mã Ấp cho Đường.

## Qua đời
Vào mùa xuân năm 624, Đường đã chiếm lĩnh đại bộ phận Trung Quốc, tiêu diệt toàn bộ các thế lực cát cứ không có Đột Quyết chống lưng. Cao Khai Đạo lo sợ rằng mình sẽ là mục tiêu tiếp theo nên đã dự tính hàng phục triều Đường, song đã quyết định không làm như vậy vì trước đây từng phản lại triều Đường và vì có Đông Đột Quyết hỗ trợ. Tuy nhiên, binh lính của ông phần lớn xuất thân từ các khu vực nay do triều Đường kiểm soát, họ thương nhớ quê hương. Cao Khai Đạo sợ rằng các binh sĩ này sẽ quay lưng với mình nên đã chọn vào trăm dũng sĩ và chính thức xem họ là "nghĩa nhi", cho họ bảo vệ các nội, do Trương Kim Thụ (張金樹) thống lĩnh.
Trong khi đó, Lưu Hắc Thát bại trận và bị quân Đường giết vào năm 623, bộ tướng Trương Quân Lập (張君立) của ông ta chạy đến chỗ Cao Khai Đạo. Trương Quân Lập và Trương Kim Thụ sau đó đã lập mưu chống lại Cao Khai Đạo. Vào một đêm, Trương Kim Thụ lệnh cho đồng đảng bí mật cắt dây cung và giấu gươm giáo của các "nghĩa nhi", sau khi các "nghĩa nhi" đã ngủ, Trương Kim Thụ và đồng đảng tấn công điện các của Cao Khai Đạo. Khi các "nghĩa nhi" nhận thấy vũ khí của họ không sử dụng được hoặc đã mất nên đầu hàng. Cao Khai Đạo nhận ra mình đang ở trong tình thế vô vọng, mặc áo giáp và cầm vũ khí, ngồi trong đường thượng cùng thê thiếp dự tiệc. Đồng đảng của Trương Kim Thụ biết Cao Khai Đạo vốn dũng mãnh nên không dám xông tới giết. Đến lúc bình minh, Cao Khai Đạo tự thắt cổ chết, thế thiếp cùng chư tử của ông cũng đều tự sát. Trương Kim Thụ sau đó giết chết các "nghĩa nhi" và Trương Quân Lập, quy hàng triều Đường.